# Philippe Boulet
Pour les articles homonymes, voir Boulet (homonymie).
Philippe Boulet, né le 17 octobre 1974, est un designer français, dont la spécialité est de créer des meubles et objets « lumineux ».

## Biographie
Il est le précurseur dans le domaine du meuble lumineux[réf. nécessaire]. Il associe à ses créations les dernières technologies électroniques en matière d'éclairage avec comme principale source de lumière la LED (Lighting Emitting Diode) et la phosphorescence. Par ailleurs, il utilise des systèmes de pilotage, entre autres, le système R.V.B qui permet au meuble de passer par toutes les couleurs de son choix par le mixage du Rouge du Vert et du Bleu. Il est possible de connecter le meuble à un ordinateur et grâce à un logiciel de choisir les couleurs sur une palette de plusieurs milliers de tons ainsi que la cadence.
Une de ses dernières collections revisite les meubles de style ancien -Louis XVI, Louis XV...- par ce biais. 
Il a obtenu en 2006 au Concours Lépine la Médaille du Ministère délégué aux PME, au Commerce, à l'Artisanat, aux Professions libérales et à la Consommation.
En 2005 il a été nommé aux Déco d'Or présidés par Philippe Starck.